# (2846) Ylppö
(2846) Ylppö ist ein Asteroid des Hauptgürtels, der am 12. Februar 1942 von der finnischen Astronomin Liisi Oterma in Turku entdeckt wurde.
Mit der Benennung des Asteroiden soll an den finnischen Kinderarzt Arvo Ylppö erinnert werden.